# 人民检察 (期刊)
人民检察，是中华人民共和国最高人民检察院的机关刊物。

## 简介
《人民检察》月刊是中华人民共和国最高人民检察院的机关刊物，1956年6月创刊，对国内外公开发行。1996年，《人民检察》创刊40周年，乔石、王汉斌、任建新、张思卿等领导为该刊题词。《人民检察》隶属于检察日报社。
《人民检察》注重理论与实践相结合，主要反映最高人民检察院对全国检察工作的领导意图及工作部署，交流并推广各地检察工作经验，探讨法学及检察理论，研究法律适用中的问题，宣传检察官取得的成绩。